# Росішки (Білоцерківський район)
Росі́шки — село в Україні, у Тетіївській міській громаді Білоцерківського району Київської області. Розташоване на обох берегах річки Росішка (притока Роськи) за 7,5 км на південь від міста Тетіїв. Населення становить 505 осіб (станом на 1 липня 2021 р.).

## Пам'ятки
- Церква Архістратига Михаїла (1905; пам'ятка архітектури).

## Відомі люди
- Черкаський Теофан — міністр народного господарства в уряді Б. Мартоса, міністр преси й пропаганди в уряді І. Мазепи.

## Галерея

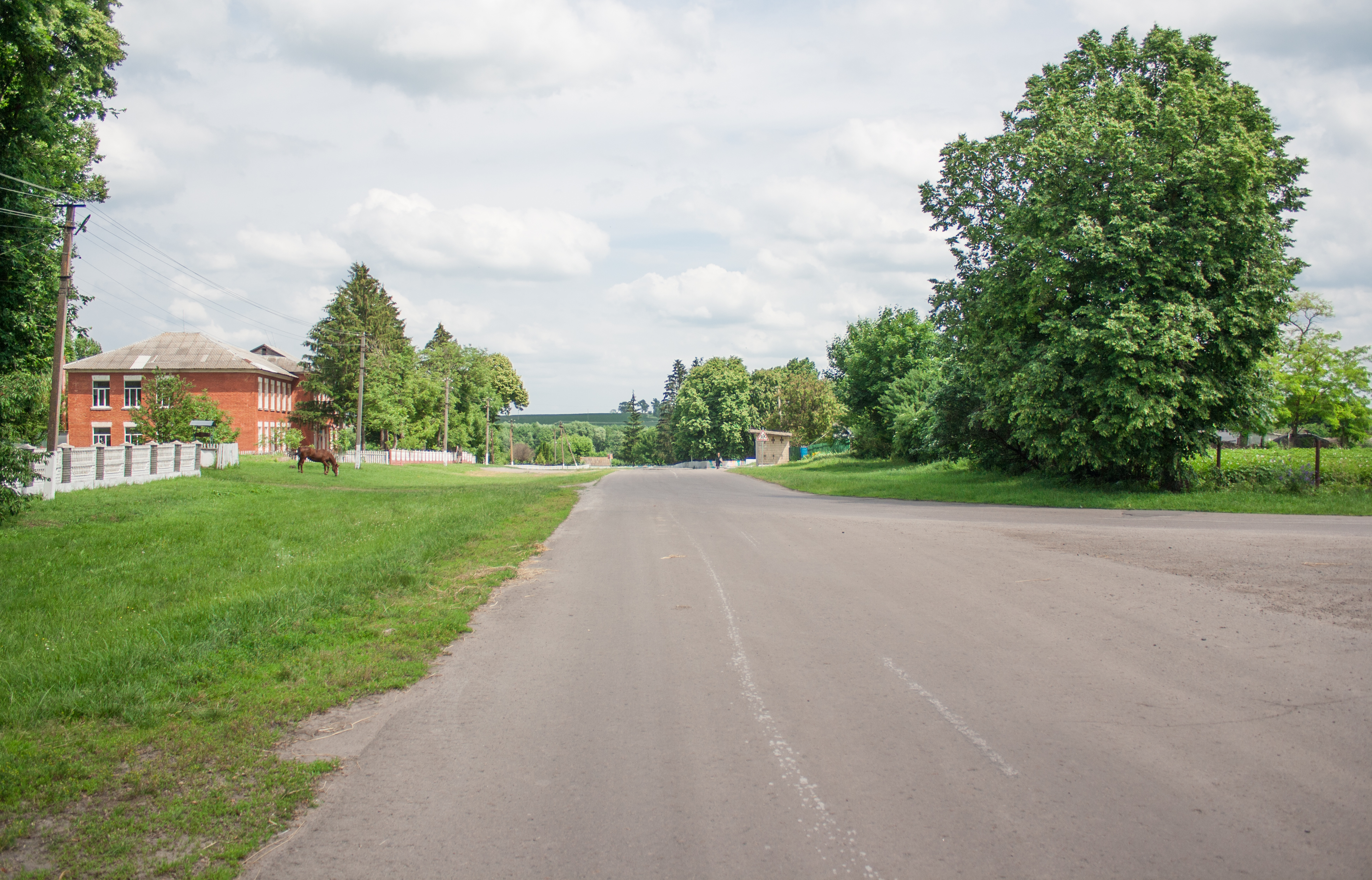
Головна вулиця
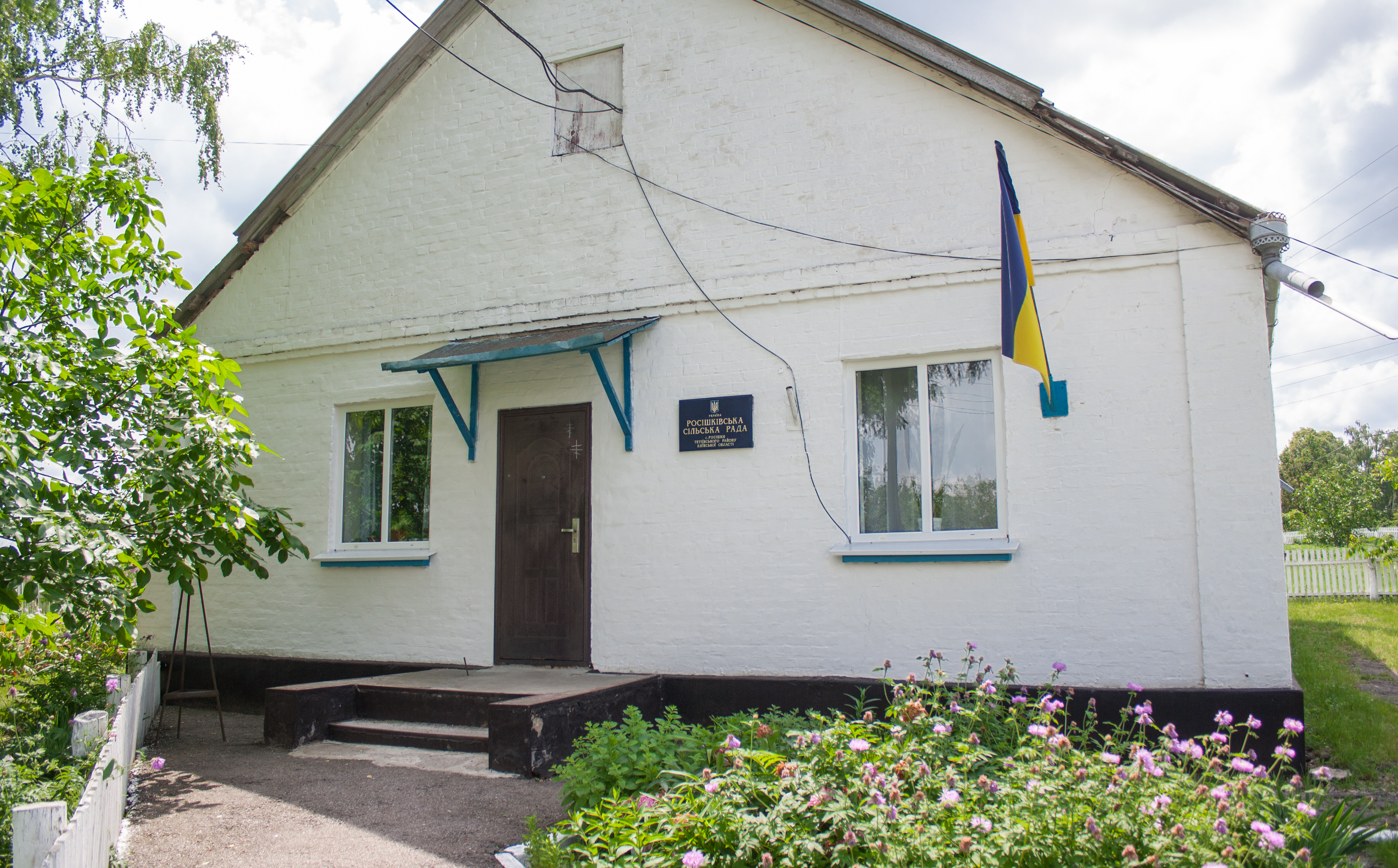
Сільська рада
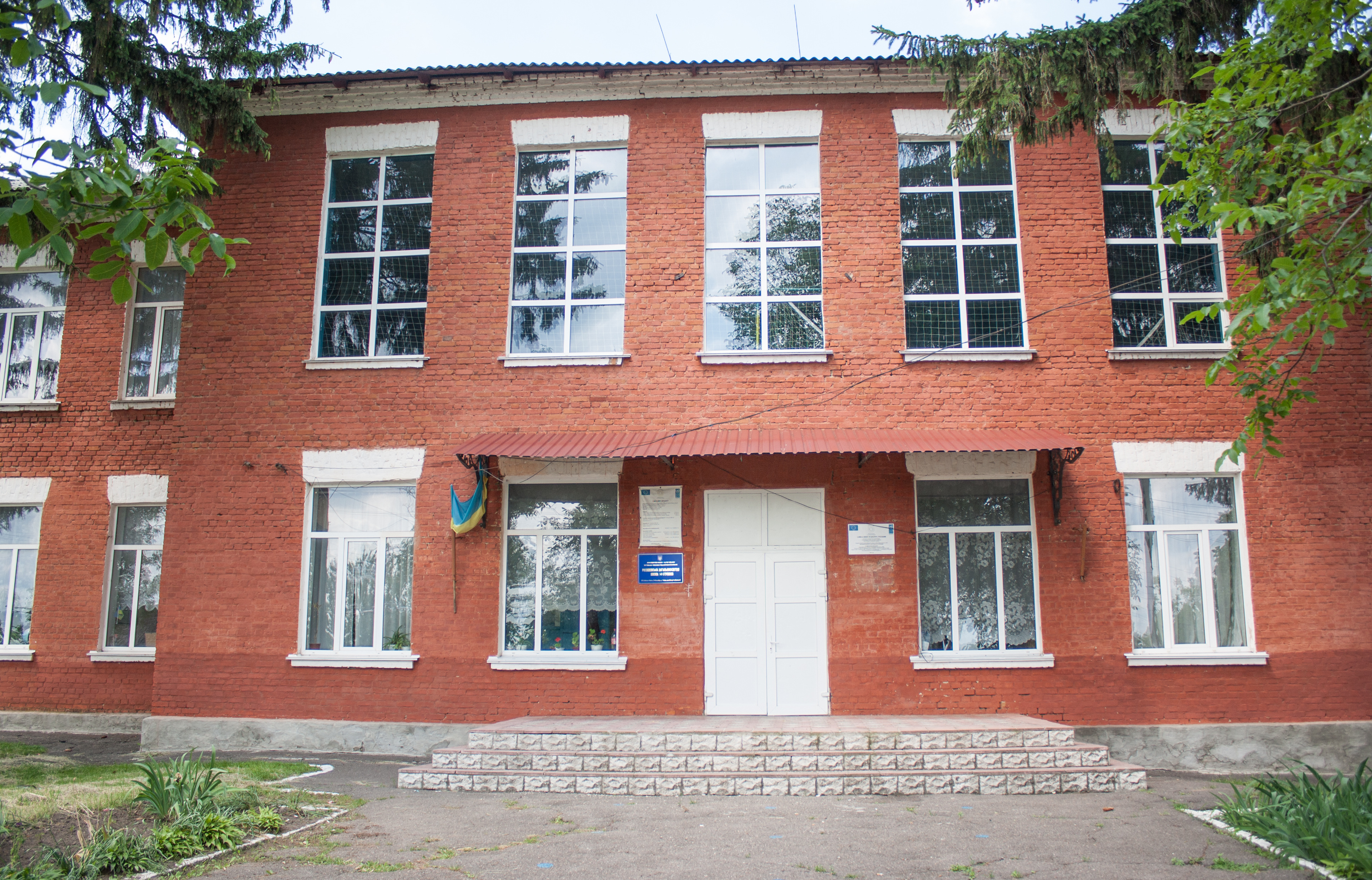
Школа
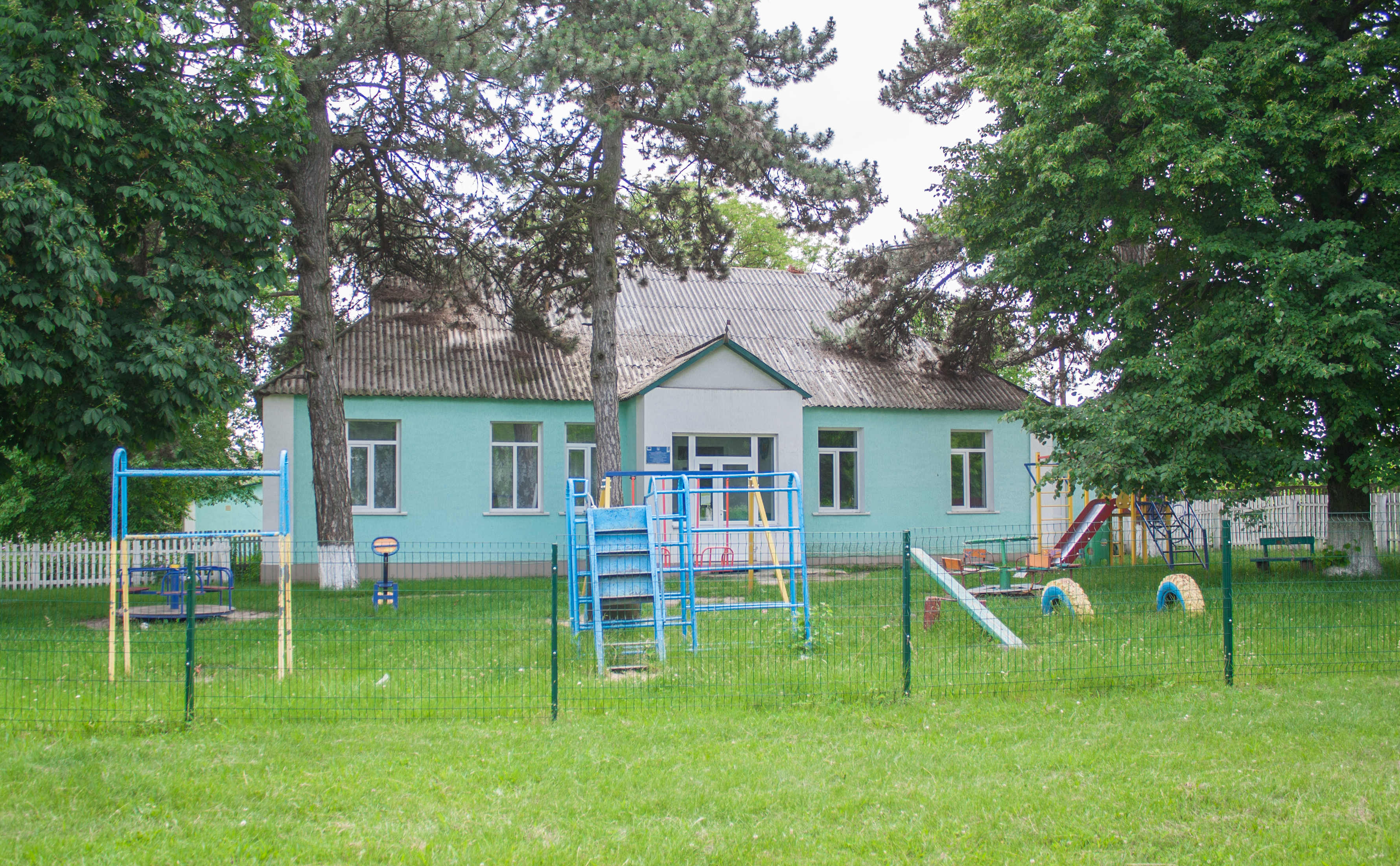
Дитсадок
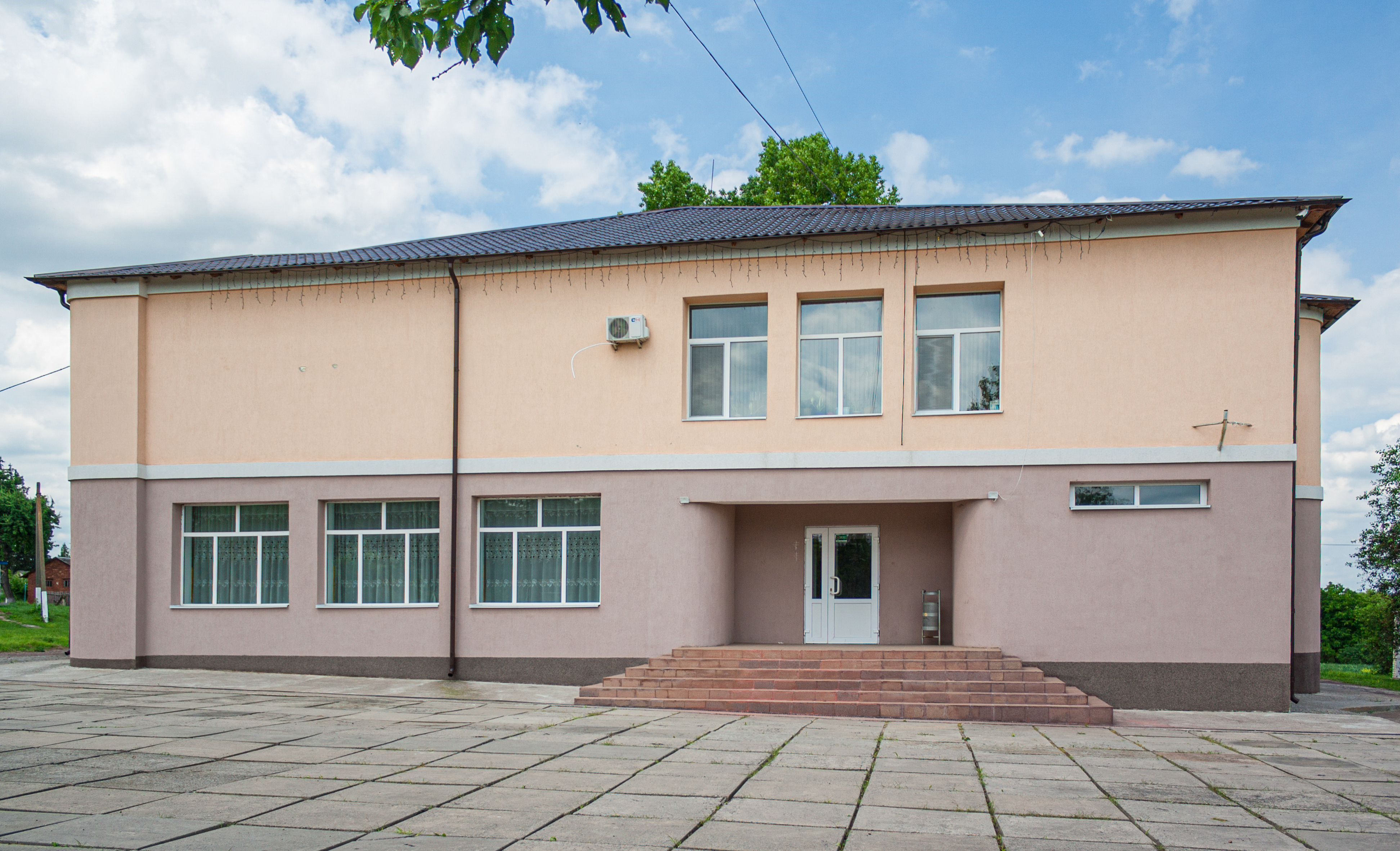
Будинок культури
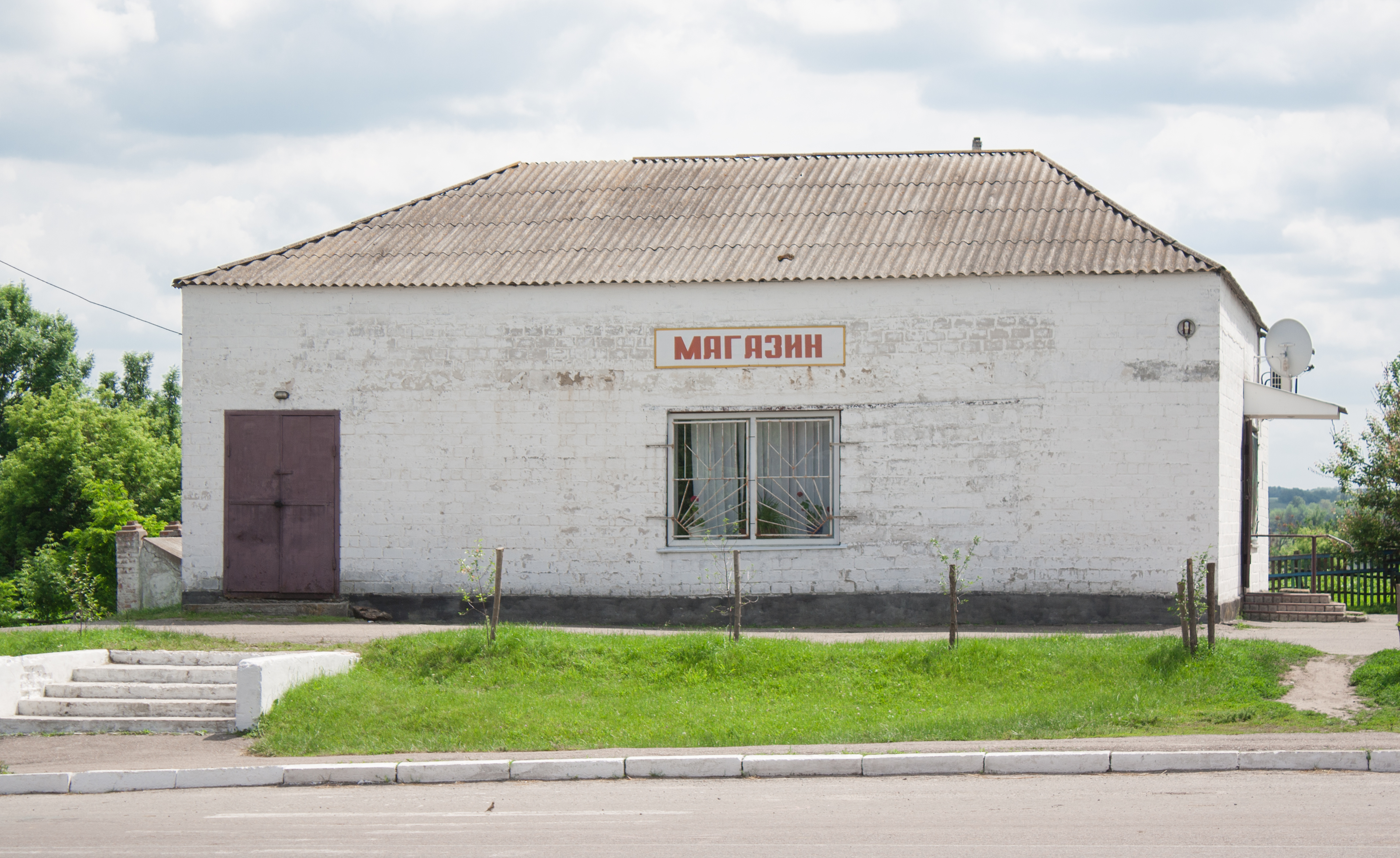
Магазин
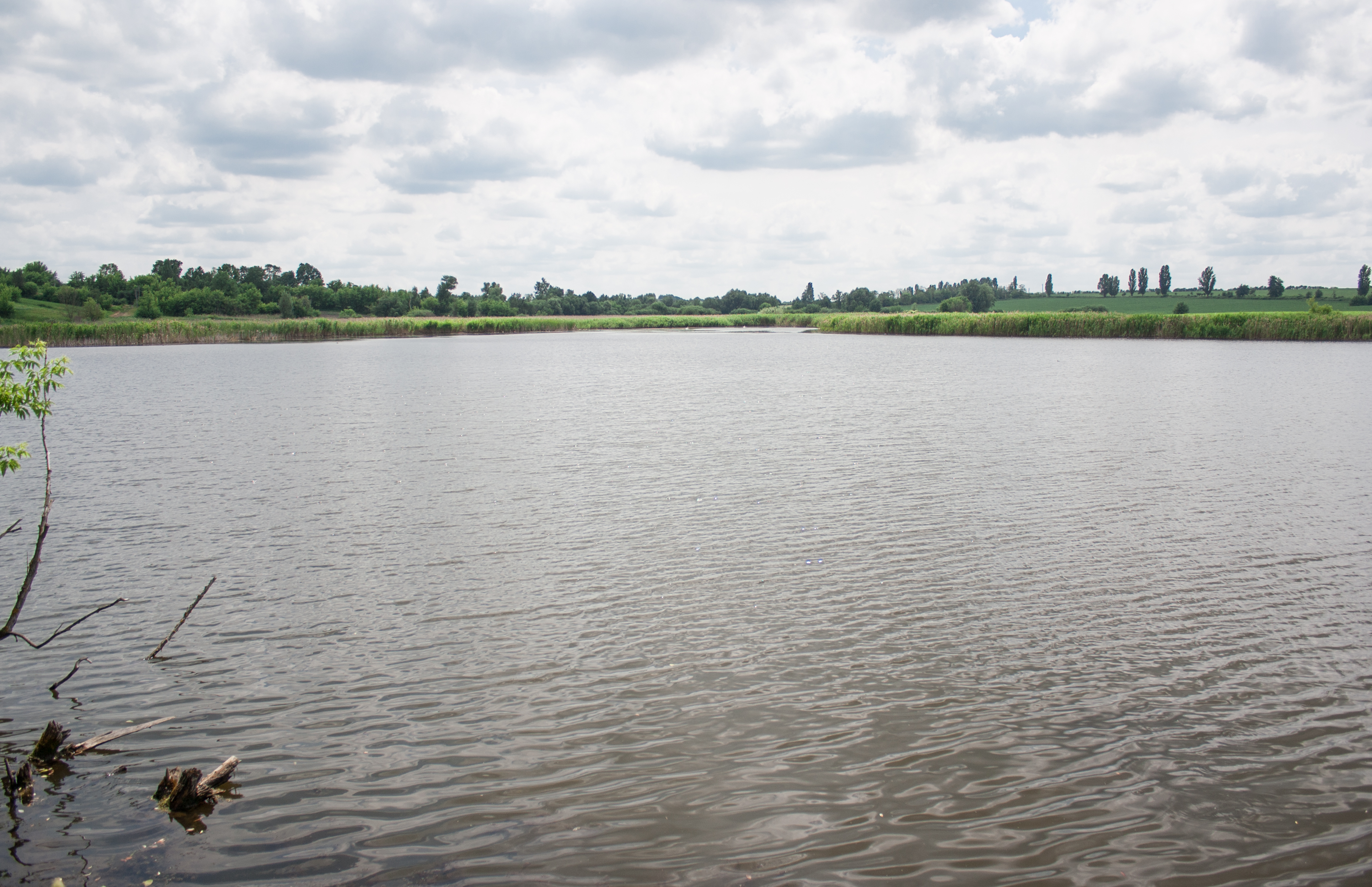
Ставок на річці Росішка
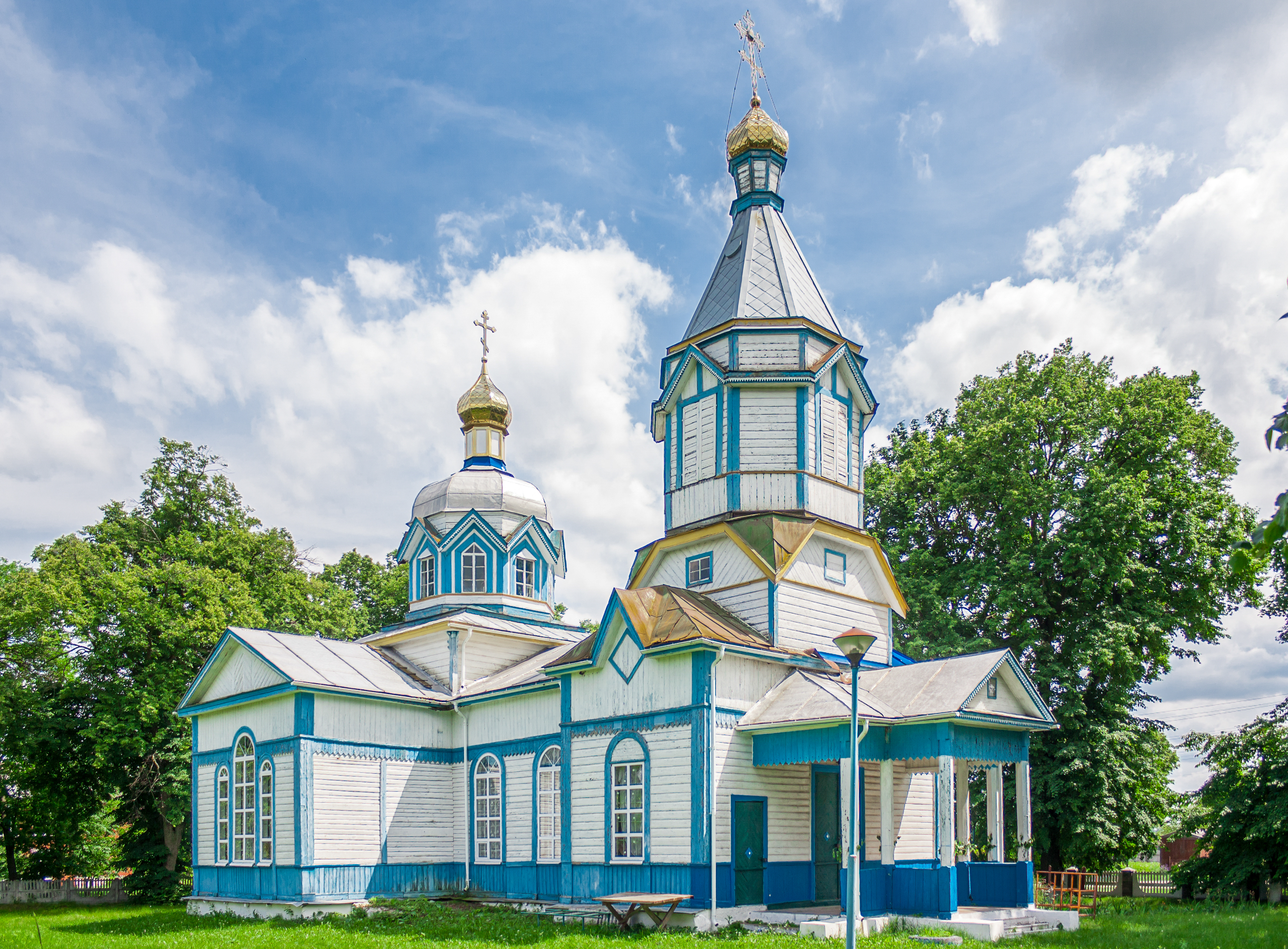
Церква Архістратига Михаїла (1905 р.)
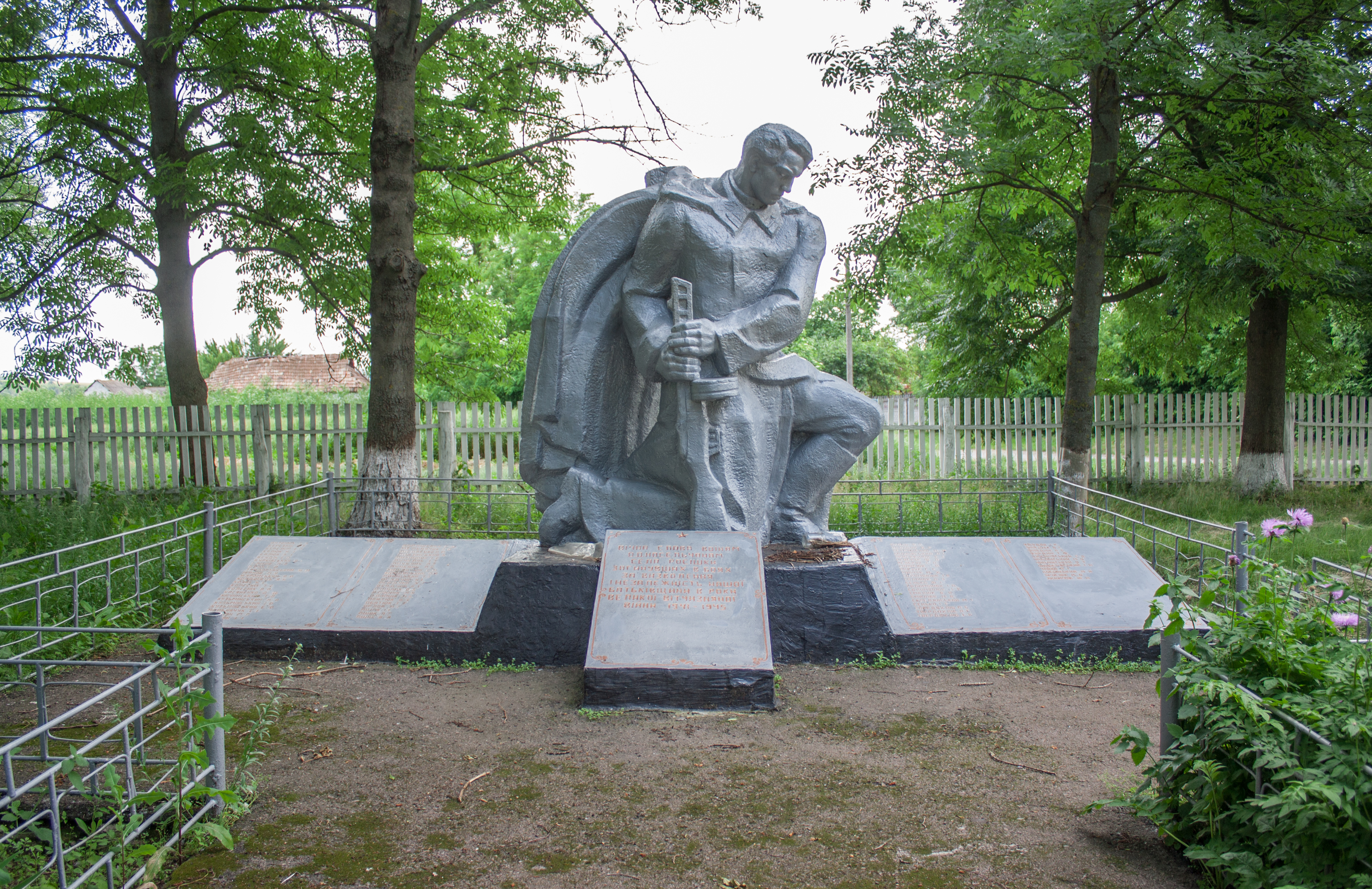
Пам'ятник воїнам-односельцям